# Шошенк I
Хађкепере Сетепенре Шошенк I (владао у периоду од око 943-922. године п.н.е) био је мешвешки (либијско племе) египатски фараон и оснивач двадесетдруге династије. Био је син Нимлота А, владара Мешвеша, и његове жене Тентсхепех А, која је такође потицала од владарске породице Мешвеша.

## Владавина
Прве четири године Шошенк је владао само у Доњем Египту. У Горњем Египту имао је титулу принца Мешвеша, а тек је од пете године владавине признат као фараон у Теби. Најзначајније карактеристике његове владавине биле су: унутрашње јачање Египта, војни поход на Палестину, и градитељство, нарочито у Карнаку.
Шошенк је водио агресивну спољну политику на Блиском истоку. О овоме сведоче постоље статуе из либанског града Библоса и део монументалне стеле из израелског града Мегидо на којима су исписани његово име. Листа градова којима је владао у Сирији, Филистеји, Феникији, Негеву и Самарији исписана је на зидовима храмова Амуна у Ел Хиби и Карнаку. Нажалост, не постоји помен о нападу на Јерусалим, нити о данку у вези са Пљачком Јерусалима из 10. века п.н.е, тако да се фараон Шошенк не може извесно идентификовати као библијски фараон Шишак.
Осим ових похода, остали су записи о његовим походима у Нубију и Палестину, са детаљним пописом освајања у Палестини.